# Aeroportul Onotoa
Aeroportul Onotoa (IATA: OOT, ICAO: NGON) este un aeroport din Onotoa⁠(d), Gilbert Islands⁠(d), Kiribati ce deservește zona Onotoa⁠(d).
Situat la o altitudine de 2 m, aeroportul dispune de o singură pistă.